# Amitai Etzioni
Amitai Etzioni, geboren als Werner Falk (Keulen, 4 januari 1929 – Washington D.C., 31 mei 2023) was een Israëlisch-Duits socioloog, vooral bekend vanwege zijn voorkeur voor het communitarisme.

## Levensloop
In 1936 emigreerde Etzioni met zijn ouders uit angst voor het opkomende nationaalsocialisme vanuit Keulen naar het toenmalig Britse mandaatgebied Palestina. Hij studeerde aan de Hebreeuwse Universiteit van Jeruzalem, promoveerde in de sociologie aan de University of California in Berkeley in 1958 en was daarna tot 1978 universitair docent en hoogleraar in de sociologie aan de Columbia University. Vervolgens was Etzioni gastdocent aan de Brookings Institution in 1978 en senior-adviseur voor de Amerikaanse president Jimmy Carter. In 1980 werd hij hoogleraar aan de George Washington University.
Etzioni heeft 24 boeken geschreven waarvan het bekendste The new golden rule uit 1996 is. Zijn autobiografie verscheen onder de titel My Brother’s Keeper: A Memoir And a Message in 2003. 
Etzioni overleed op 31 mei 2023 op 94-jarige leeftijd.

## Standpunten
- Het communitarisme gelooft niet in van boven opgelegde regels, maar vertrouwt op de veronderstelde wijsheid en ervaring van een gemeenschap die zijn vervat in ingesleten patronen, gewoonten en tradities;
- Van de burger wordt geëist dat hij niet alleen zijn eigen rechten, maar ook zijn verantwoordelijkheden kent; dat hij zich inzet voor zijn gemeenschap omdat het lot van die gemeenschap hem aan het hart gaat;
- Het communitarisme hecht een groot belang aan (mondelinge) onderlinge communicatie, omdat in de hechte verbanden van familie, kerk en vereniging de kans klein is dat iemand van het veronderstelde rechte pad raakt;
- Privacy moet soms wijken voor andere, "hogere" belangen. Zo is Etzioni onder meer een pleitbezorger van de identificatieplicht.

## Invloed
De voormalige Nederlandse premier Jan Peter Balkenende is een bewonderaar van Etzioni en verwees in Kamerdebatten naar diens werk. Ook de voormalige Amerikaanse president Bill Clinton en de voormalige Britse premier Tony Blair rekent Etzioni tot zijn volgelingen. De Duitse socioloog Wolfgang Streeck was een student van Etzioni.

## Persoonlijk
Amitai Etzioni was getrouwd en kreeg vijf zonen.